# Петров дол (област Варна)
 За другото българско село вижте Петров дол (Област Смолян).  
Петров дол е село в Североизточна България. То се намира в община Провадия, област Варна.

## География
Петров дол се намира на 6 км северно от град Провадия и се свързва с републиканската пътна мрежа и aвтомагистрала „Хемус“ посредством Републикански път III-208. Селото е разположено в северната периферия на Добринското плато в долината на река Язтепенска.

## История

### Османски период
Първи данни за селото под името Дерекьой (тур. село в речна долина) са открити в османския данъчен регистър джизие от 1635 г. Според регистъра, селото и още няколко други от Провадийска кааза принадлежат към вакъфа на султан Селим I (1512 – 1520). Селото се споменава и в османски регистър от 1676 г. относно разпределяне на извънредни данъци, свързани с продоволственото осигуряване на военните походи. Данъчната тежест на селото е определена на шест авариз ханета, което се интерпретира като 50 и 80 къщи и вероятно означава, че броят на населението спрямо регистрираните през 1635 г. 55 данъкоплатци се запазва или леко нараства. През османския период в селото живеят православни албанци (арнаути), които заедно с част от коренните жители през 1773 – 1829 г. се изселват в Калипетрово, Силистренско и Каракурт (южно от Болград, дн. Украйна). За това сведения дава Константин Иречек, който нарича селото Петрина река) и сам цитира Павел Джорджич, определяйки някогашното албанско население на селото като военизирано и самоотбраняващо се срещу кърджалиите.

### След Освобождението
През 1909 година е създадена земеделска кооперация „Искра“. Към 1935 година тя има 78 члена.
През 1923 г. е издадено постановление за уволнението на секретаря на Дерекьойската община след доклад на окръжен проверител.
Със заповед № 3072 от 11 септември 1934 Министерски съвет преименува село Дере кьой на село Петров дол. В най-новата история с указ № 385 от 4 ноември 1996 селата Венчан, Златина, Петров дол и Староселец и техните землища са отделени от община Ветрино и присъединени към община Провадия.

## Население
Численост на населението според преброяванията през годините:
| \| Година на преброяване \| Численост \| \| --------------------- \| --------- \| \| 1934 \| 1064 \| \| 1946 \| 1189 \| \| 1956 \| 1205 \| \| 1965 \| 1103 \| \| 1975 \| 955 \| \| 1985 \| 746 \| \| 1992 \| 576 \| \| 2001 \| 444 \| \| 2011 \| 369 \| \| 2021 \| 362 \| |           |
| Година на преброяване | Численост |
| 1934 | 1064      |
| 1946 | 1189      |
| 1956 | 1205      |
| 1965 | 1103      |
| 1975 | 955       |
| 1985 | 746       |
| 1992 | 576       |
| 2001 | 444       |
| 2011 | 369       |
| 2021 | 362       |

### Етнически състав

#### Преброяване на населението през 2011 г.
Численост и дял на етническите групи според преброяването на населението през 2011 г.:
|                     | Численост | Дял (в %) |
| Общо                | 369       | 100.00    |
| Българи             | 345       | 93.49     |
| Турци               | –         | –         |
| Цигани              | -         | -         |
| Други               | 10        | 2.71      |
| Не се самоопределят | ?         | ?         |
| Неотговорили        | 13        | 3.52      |

## Културни и природни забележителности
Северно от селото по посока АМ „Хемус“ се намира местността Голямата канара, обявена за защитена местност със Заповед №213/05.04.1979 г. Представлява карстов каньон със специфичен ландшафт, гнездово местообитание на редки грабливи птици, включени в Червената книга на България и защитени по смисъла на Закона за биологичното разнообразие: белоопашат мишелов, египетски лешояд, скален орел, обикновен мишелов, черношипа ветрушка, вечерна ветрушка и др. Защитената местност е достъпна и подходяща за орнитологичен туризъм. По-късно в местността уединение са търсили монаси отшелници, създали скалния манастир „Голямата канара“, наричан още „Седемте килии“ или „Седемте одаи“. Южно от селото се намират и скалните манастири Свети Георги и Градище.
В селото е издигнат паметник на загиналите във войните 1912 – 1918 г. Построен е през 1926 г. и тържествено е открит на 21 октомври 1926 г. Имената на загиналите са изписани върху стените на паметника. Към Народно читалище „Вичо Иванов“ са организирани етнографска и земеделска музейни сбирки.

## Редовни събития
Съборът на селото по традиция се провежда на 6 май (Гергьовден).

## Личности
Родени в Петров дол
- Вичо Димов Иванов (25 май 1901 г. – 14 май 1979), писател и литературен критик
- Чорбаджи Коста Димитров (1818 – 3 октомври 1893) – търговец и общественик от XIX век в Провадия
- Панайот Николов – Дерекьовлията (1799 – 1908) – участник в борбите за независимост на българската Църква в Провадия